# Mariinske, Pîreatîn
Mariinske (în ucraineană Мар'їнське) este un sat în comuna Berezova Rudka din raionul Pîreatîn, regiunea Poltava, Ucraina.

## Demografie
Componența lingvistică a localității Mariinske
     Ucraineană (98,96%)
     Rusă (1,04%)
Conform recensământului din 2001, majoritatea populației localității Mariinske era vorbitoare de ucraineană (98,96%), existând în minoritate și vorbitori de rusă (1,04%).